# Wisch (Frisia Settentrionale)
Wisch è un comune di 110 abitanti dello Schleswig-Holstein, in Germania.
Appartiene al circondario della Frisia Settentrionale ed è amministrato dall'Amt Nordsee-Treene.